# 敘利亞-瑪拉巴禮天主教馬嫩托迪教區
敘利亞-瑪拉巴禮天主教馬嫩托迪教區（拉丁語：Eparchia Manantoddiensis）是東儀天主教的一個教區（敘利亞－瑪拉巴禮），包括印度喀拉拉邦北部一個縣和塔米爾納德邦西部一個縣，受代利傑里總教區管轄。
教區成立於1973年3月1日，2012年有教友30,000名（佔轄區總人口百分之0.8），由五十三名司鐸名管理四十九個堂區。現任教區主教為若瑟·波蘭內多姆。